# Rune Hauge (Spielervermittler)

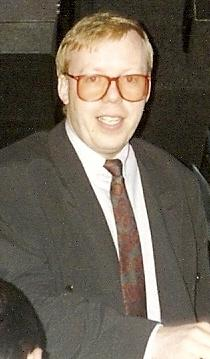
Foto von Rune Hauge nach einem Spiel von Tottenham Hotspur (Sommer 1993)

Rune Hauge (* 23. April 1954) ist ein norwegischer Spieler- und Sportrechte-Vermittler.
Größere Bekanntheit in der Öffentlichkeit erlangte Hauge im englischen Fußball als Agent der Spieler John Jensen und Pål Lydersen, sowie seine Rolle bei dem Transfer der beiden Fußballer in den frühen 1990er-Jahren zum FC Arsenal. Teil des Geschäfts stellte eine Seitenzahlung Hauges in Höhe von 425.000 britischen Pfund an George Graham dar, der als Arsenal-Trainer damit die Verpflichtung von Jensen und Lydersen in seinem Verein forcierte. Graham wurde später von dem englischen Fußballverband Football Association wegen der Annahme eines „ungebetenen Geschenks“ („unsolicited gift“) für schuldig befunden und mit einer einjährigen Berufssperre belegt. Als Folge des Skandals gingen der Weltfußballverband FIFA und die Premier League dazu über, darauf zu bestehen, dass Fußballclubs nur mit lizenzierten Vermittlern zusammenarbeiten.
Hauge erhielt selbst 1995 von der FIFA eine lebenslange Sperre, die später auf zwei Jahre reduziert wurde. Nachdem er seine Lizenz zurückerhalten hatte, setzte er seinen Beruf fort und betreute fortan eine Reihe von norwegischen Fußballern, darunter Ole Gunnar Solskjær, Steffen Iversen und Eirik Bakke.
Darüber hinaus war er auch wieder an finanziell sehr lukrativen Transfergeschäften – wie beispielsweise dem auf 18 Millionen Pfund dotierten Wechsel von Rio Ferdinand von West Ham United zu Leeds United – und an dem umstrittenen Transfer von John Obi Mikel beteiligt. Bei dem zuletzt genannten Wechselkonflikt, in dessen Zentrum der FC Chelsea und Manchester United standen, hatte Hauge, wie auch andere Agenten, die Vertretungsrechte des jungen Nigerianers für sich beansprucht.
Hauges Firma Profile Media vermittelt Fernsehrechte für den Profisport in Norwegen und Schweden. Seit 2005 kam Hauge so wiederholt durch Vermittlungsgeschäfte teilweise im Milliarden-Kronen-Bereich in die Schlagzeilen.